# Kaiserpokal 2014
Der Kaiserpokal 2014 war die 94. Austragung des Kaiserpokals, des höchsten japanischen Fußballpokalwettbewerbs. Sieger des Wettbewerbs waren die Gamba Osaka.

## Ergebnisse

### 1. Runde
|                                          | Ergebnis |                             |
| ---------------------------------------- | -------- | --------------------------- |
| Universität Fukuoka                      | 2:1      | Universität Kōchi           |
| FC Osaka                                 | 0:5      | Zweigen Kanazawa            |
| Tokushima Municipal High School          | 1:7      | Kagoshima United FC         |
| YSCC Yokohama                            | 3:1      | SRC Hiroshima               |
| Vanraure Hachinohe                       | 1:0      | Montedio Yamagata U-18      |
| Kumamoto Teachers SC                     | 0:2      | FC Ryukyu                   |
| Grulla Morioka                           | 0:1      | Urayasu SC                  |
| Toyota Shukyudan                         | 4:1      | Ueda Gentian                |
| Gainare Tottori                          | 6:0      | Tadotsu FC                  |
| Blaublitz Akita                          | 7:1      | Saitama SC                  |
| Biwako Seikei Sport College              | 7:0      | Wirtschaftsuniversität-Gifu |
| Norbritz Hokkaido                        | 1:2      | Tonan Maebashi Satellite    |
| Veertien Kuwana                          | 2:1      | Sangyō-Universität Kyōto    |
| Nara Club                                | 3:1      | Fukushima United FC         |
| Arterivo Wakayama                        | 2:4      | Fujieda MYFC                |
| Toyama Shinjo Club                       | 0:7      | Saurcos Fukui               |
| FC Imabari                               | 1:2      | Fagiano Okayama Next        |
| AC Nagano Parceiro                       | 2:0      | Japan Soccer College        |
| Universität Tsukuba                      | 1:2      | Sony Sendai FC              |
| Universität Saga                         | 0:1      | Universität Tokuyama        |
| Dezzolla Shimane                         | 0:5      | Verspah Ōita                |
| Mitsubishi Heavy Industries Nagasaki     | 1:2      | Honda Lock                  |
| Yamanashi-Gakuin-Universität High School | 0:2      | Meiji-Universität           |
| Tochigi Uva FC                           | 1:2      | Kwansei-Gakuin-Universität  |

### 2. Runde
|                     | Ergebnis        |                             |
| ------------------- | --------------- | --------------------------- |
| Sanfrecce Hiroshima | 5:2             | Universität Fukuoka         |
| Mito HollyHock      | 2:0             | Avispa Fukuoka              |
| Gamba Osaka         | 5:1             | Zweigen Kanazawa            |
| Tokushima Vortis    | 1:0             | Kagoshima United FC         |
| Kawasaki Frontale   | 2:1             | YSCC Yokohama               |
| Fagiano Okayama     | 1:2             | Ehime FC                    |
| Omiya Ardija        | 3:1             | Vanraure Hachinohe          |
| Shonan Bellmare     | 2:1             | FC Ryukyu                   |
| Urawa Reds          | 8:2             | Urayasu SC                  |
| Tochigi SC          | 0:0 (0:3 i. E.) | Thespakusatsu Gunma         |
| Nagoya Grampus      | 12:00           | Toyota Shukyudan            |
| Kyoto Sanga FC      | 3:1             | Gainare Tottori             |
| FC Tokyo            | 8:0             | Blaublitz Akita             |
| Matsumoto Yamaga FC | 1:0             | Kamatamare Sanuki           |
| Shimizu S-Pulse     | 5:0             | Biwako Seikei Sport College |
| Consadole Sapporo   | 5:0             | Tonan Maebashi Satellite    |
| Cerezo Osaka        | 4:2             | Veertien Kuwana             |
| Yokohama FC         | 0:1             | Kataller Toyama             |
| Vegalta Sendai      | 1:2             | Nara Club                   |
| Júbilo Iwata        | 2:0             | Fujieda MYFC                |
| Albirex Niigata     | 8:1             | Saurcos Fukui               |
| V-Varen Nagasaki    | 3:1             | FC Gifu                     |
| Kashiwa Reysol      | 4:0             | Fagiano Okayama Next        |
| JEF United Chiba    | 3:2             | AC Nagano Parceiro          |
| Kashima Antlers     | 2:2 (1:2 i. E.) | Sony Sendai FC              |
| Roasso Kumamoto     | 0:1             | Montedio Yamagata           |
| Sagan Tosu          | 4:1             | Universität Tokuyama        |
| Oita Trinita        | 2:1             | Verspah Ōita                |
| Yokohama F. Marinos | 3:0             | Honda Lock                  |
| Tokyo Verdy         | 1:2             | Giravanz Kitakyushu         |
| Ventforet Kofu      | 1:0             | Meiji-Universität           |
| Vissel Kobe         | 1:2             | Kwansei-Gakuin-Universität  |

### 3. Runde
|                     | Ergebnis          |                            |
| ------------------- | ----------------- | -------------------------- |
| Sanfrecce Hiroshima | 1:0               | Mito HollyHock             |
| Gamba Osaka         | 1:0               | Tokushima Vortis           |
| Kawasaki Frontale   | 0:1               | Ehime FC                   |
| Omiya Ardija        | 2:1               | Shonan Bellmare            |
| Urawa Reds          | 1:2               | Thespakusatsu Gunma        |
| Nagoya Grampus      | 4:0               | Kyoto Sanga FC             |
| FC Tokyo            | 2:0               | Matsumoto Yamaga FC        |
| Shimizu S-Pulse     | 2:1               | Consadole Sapporo          |
| Cerezo Osaka        | 1:0               | Kataller Toyama            |
| Nara Club           | 0:5               | Júbilo Iwata               |
| Albirex Niigata     | 1:2               | V-Varen Nagasaki           |
| Kashiwa Reysol      | 1:1 (11:12 i. E.) | JEF United Chiba           |
| Sony Sendai FC      | 0:1               | Montedio Yamagata          |
| Sagan Tosu          | 3:1               | Oita Trinita               |
| Yokohama F. Marinos | 2:3               | Giravanz Kitakyushu        |
| Ventforet Kofu      | 2:1               | Kwansei-Gakuin-Universität |

### Achtelfinale
|                     | Ergebnis        |                  |
| ------------------- | --------------- | ---------------- |
| Sanfrecce Hiroshima | 1:3             | Gamba Osaka      |
| Ehime FC            | 1:2             | Omiya Ardija     |
| Thespakusatsu Gunma | 0:1             | Nagoya Grampus   |
| FC Tokyo            | 1:2             | Shimizu S-Pulse  |
| Cerezo Osaka        | 2:0             | Júbilo Iwata     |
| V-Varen Nagasaki    | 1:2             | JEF United Chiba |
| Montedio Yamagata   | 1:0             | Sagan Tosu       |
| Giravanz Kitakyushu | 0:0 (4:3 i. E.) | Ventforet Kofu   |

### Viertelfinale
|                   | Ergebnis        |                     |
| ----------------- | --------------- | ------------------- |
| Gamba Osaka       | 2:0             | Omiya Ardija        |
| Nagoya Grampus    | 2:2 (3:5 i. E.) | Shimizu S-Pulse     |
| Cerezo Osaka      | 0:1             | JEF United Chiba    |
| Montedio Yamagata | 1:0             | Giravanz Kitakyushu |

### Halbfinale
|                  | Ergebnis |                   |
| ---------------- | -------- | ----------------- |
| Gamba Osaka      | 5:2      | Shimizu S-Pulse   |
| JEF United Chiba | 2:3      | Montedio Yamagata |

### Finale
|             | Ergebnis |                   |
| ----------- | -------- | ----------------- |
| Gamba Osaka | 3:1      | Montedio Yamagata |